# Carole Zalberg
Carole Zalberg, née le 19 décembre 1965, est une écrivaine et traductrice française.

## Biographie
Carole Zalberg est née en 1965 et vit à Paris.
Elle a été secrétaire générale de la SGDL de 2014 à 2019. Actuellement, elle est vice-présidente de la SOFIA, la Société française des intérêts des auteurs de l’écrit.
Romancière et poétesse, elle a participé à divers recueils collectifs. 
Elle collabore régulièrement aux revues Intranqu’Ilité, Apulée, Décapage.
Elle écrit par ailleurs des chroniques littéraires, des chansons, travaille à plusieurs projets pour le cinéma et le théâtre (adaptation de L’invention du désir). Feu pour feu a été adapté au théâtre et joué pendant trois mois au Théâtre de Belleville.
Elle anime des ateliers d’écriture pour différents publics et des rencontres avec des écrivains.
Elle est lauréate d’une bourse Stendhal (2015) et d’une bourse de création CNL (2019).

## Œuvres

### Romans
- Léa et les Voix, Nicolas Philippe/L’embarcadère, 2002
- Les Mémoires d'un arbre, Le cherche midi éditeur, 2002
- Chez eux, Phébus, 2004
- Mort et Vie de Lili Riviera, Phébus, 2005.
- La mère horizontale, Albin Michel, 2008.
- Le jour où Lania est partie, Nathan Poche, 2008.
- Et qu'on m'emporte, Albin Michel, 2009
- J’aime pas dire bonjour !, illustrations de Boll, coll. « Lampe de poche », Grasset, 2010
- L'invention du désir, Éditions du Chemin de Fer, 2010
- À défaut d’Amérique, Actes Sud, 2012 - Prix du roman métis des lycéens
- L'illégitime, Naïve, 2012
- Je suis un arbre, Actes Sud, 2013
- Entre autres, Jérôme Millon, 2013
- Feu pour feu, Actes Sud, 2014 - Prix Littérature-monde Étonnants voyageurs[3]
- À la trace : journal de Tel Aviv, Éditions Intervalles, 2016
- Je dansais, Grasset, 2017
- Où vivre, Grasset, 2018
- Des routes, avec Anne Gorouben, Éditions du chemin de fer 2018
- Tes ombres sur les talons, Grasset, 2021
- Song Book, L'arbre à paroles, 2022.

### Recueils collectifs
- Les jeunes poètes français et francophones, Jean-Pierre Huguet éditeur, 2004
- Anthologie de la poésie française, sous la direction de Jean Orizet, Le Cherche Midi, 2004
- De B à Z, le GREC (université de Bari), 2007
- Collection irraisonnée de préface à des livres fétiches, sous la direction de Martin Page et Thomas B. Reverdy, Intervalles, 2009
- Marc Molk : Ekphrasis, éditions label hypothèse, 2012
- Qui sont les enfants cachés ?, sous la direction de Nathalie Zajde, Odile Jacob, 2014
- Surveillances, sous la direction de Céline Curiol et Philippe Aigrain, Publie.net, 2016
- Écrire l’Apocalypse, avec Emmanuel Adely, Patrick Goujon, Éric Pessan et Jean-Pascal Dubost, éd. Joca Seria, 2016

### Traductions
- Angle obscur : une enquête de Moe Prager"" de Reed Farrel Coleman, traduit de l'anglais par Carole Zalberg. - Phébus, 2007. - (Coll. Rayon noir). Rééd. Points Romans noirs, 2011.
- De ses mains de Rebecca Harding Davis, traduit de l'anglais par Carole Zalberg. - Phébus, 2007
- Redemption street"" de Reed Farrel Coleman, traduit de l'anglais par Carole Zalberg. - Phébus, 2006. - (Coll. Rayon noir)